# Lissocreagris persephone
Lissocreagris persephone es una especie de arácnido del orden Pseudoscorpionida de la familia Neobisiidae.

## Distribución geográfica
Se encuentra en Alabama (Estados Unidos).